# Lokale bel

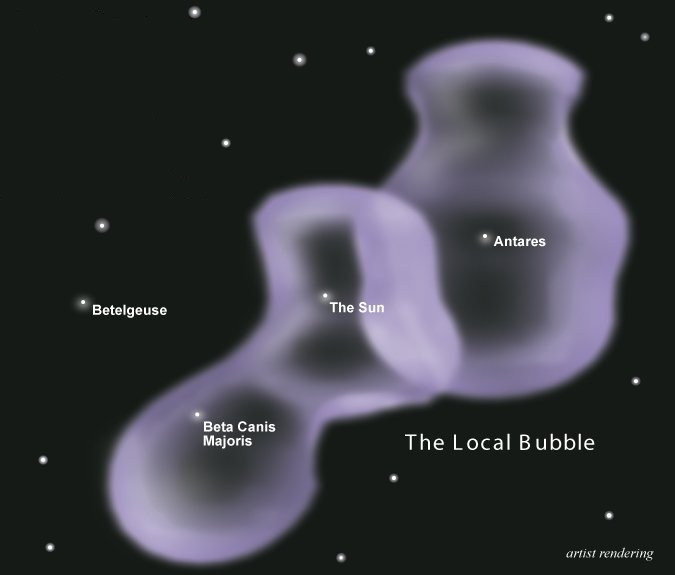
Artistieke impressie van de Lokale Bel

De Lokale bel is een holte in de Orionarm van het Melkwegstelsel. Het zonnestelsel bevindt zich sinds vijf tot tien miljoen jaar in deze holte. Het is een van de zogenaamde superbellen, die bestaan uit hete, vrijwel lege ruimte. De lokale bel, "onze bel", heeft min of meer een onregelmatige zandlopervorm, de breedte varieert van plaats tot plaats, van 200 tot 700 lichtjaar of meer. In het vlak van de Melkweg is de lokale bel omringd door een dichte schil van neutraal interstellair gas.  De bel lijkt in het midden ingedrukt te worden door de opdringende gasschillen, opgeworpen door de groepen van jonge OB-sterren op een afstand van 500 lichtjaar van ons, in de sterrenbeelden Scorpius-Centaurus en Perseus-Taurus.
De lokale bel wordt omringd door een “stofmuur” van absorberend, koud gas, ontstaan op de grens van de lokale bel en de opdringende zogenaamde Loop 1 superbel. Het is mogelijk dat de dunne schil van de bel een opening heeft naar de galactische halo zodat de bel dus niet rondom begrensd is, noch aan de bovenzijde, noch aan de onderzijde van het galactische vlak. Dit zou een aanwijzing kunnen zijn, dat het miljoenen graden hete gas in galactische halo's afkomstig is van superbellen zoals de lokale bel. Ook in de Orionnevel ontdekte men een superbel die heet gas lijkt te spuwen in de galactische halo.
De lokale bel schijnt ook in verbinding te staan met andere bellen in de buurt. Volgens de theorie van Don Cox en Barry Smith van de Universiteit van Wisconsin, ontwikkeld in de jaren 70, ontstaan sponsachtige structuren waarbij superbellen met elkaar in verbinding komen wanneer de snel uitdijende hete gasbellen botsen met het koudere gas in het omringende medium. Er ontstaan koudere schillen rond de bellen die door latere interacties met andere uitdijende hete schillen afbrokkelen en de tunnels vormen tussen de bellen.